# Vouilly

Vouilly este o comună în departamentul Calvados, Franța. În 1 ianuarie 2018 avea o populație de 152 de locuitori.